# Kontrakt (brydż)
Kontrakt (w brydżu) - jest to zobowiązanie do wzięcia określonej ilości lew, ustalone w wyniku licytacji. Kontrakt może być atutowy, lub bez atutu. Zobowiązanie wzięcia wszystkich (trzynastu) lew nazywane jest szlemem, zaś dwunastu lew - szlemikiem. Kontrakt może zostać:
- wygrany (jeśli rozgrywający weźmie zadeklarowaną w licytacji liczbę lew)
- wygrany z nadróbkami (jeśli weźmie więcej lew),
- przegrany (w pozostałych przypadkach)